# Наміє
37°29′49.5″ пн. ш. 141°0′2.6″ сх. д. / 37.497083° пн. ш. 141.000722° сх. д.
Наміє́ (яп. 浪江町, なみえまち, МФА: [nami.e mat͡ɕi̥]) — містечко в Японії, в повіті Футаба префектури Фукусіма. Станом на 1 жовтня 2008 площа містечка становила 223,10 км². Станом на 1 січня 2009 населення містечка становило 20 849 осіб.

## Географічне положення
Селище розташоване на острові Хонсю в префектурі Фукусіма регіону Тохоку. З ним межують міста Мінамі-Сома, Ніхонмацу, Тамура, селища Кавамата, Футаба, Окума і села Іїтате, Кацурао.

## Населення
Населення селища складає 18 484 чоловік (1 серпня 2014 року), а щільність — 82,85 осіб/км². Зміна чисельності населення з 1980 по 2005 роки:

1980 — 22 601 осіб
1985 — 23 595 осіб
1990 — 23 515 осіб
1995 — 23 245 осіб
2000 — 22 609 осіб
2005 — 21 615 осіб

## Землетруси та цунамі

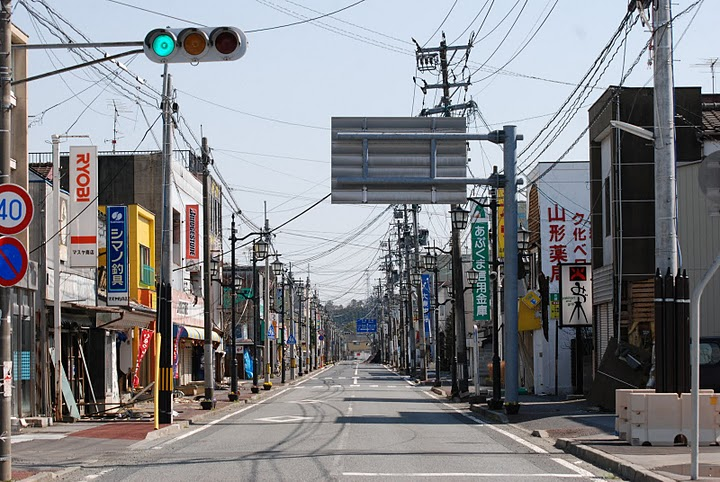
Наміє 2011 року

Наміє є японським двійником Прип'яті, який було евакуйовано після аварії на Першій Фукусімській АЕС, що сталася внаслідок цунамі від Великого тохокуського землетрусу 2011 року  .
22 листопада 2016 року о 05:59 годині ранку за японським часом у 37 км на схід-південь-схід від японського Наміє стався землетрус магнітудою 7,4 бали .

## Символіка

Прапор Наміє

Деревом селища вважається сосна, квіткою — космея, птахом — Мартин сизий.